# Turcão
Turcão, właśc. Alberto Chuairi (ur. 24 maja 1926 w São Paulo) – piłkarz brazylijski, występujący podczas kariery na pozycji obrońcy.

## Kariera klubowa
Turcão podczas piłkarskiej kariery występował w Santosie FC, Paulista Jundiaí, São Cristóvão Rio de Janeiro i SE Palmeiras, gdzie grał w latach 1943–1951. Z Palmeiras dwukrotnie zdobył mistrzostwo stanu São Paulo – Campeonato Paulista w 1947 i 1950. W latach 1951–1958 grał w São Paulo FC. Karierę zakończył w Santa Cruz Recife.

## Kariera reprezentacyjna
W reprezentacji Brazylii Turcão zadebiutował 20 września 1955 w wygranym 2-1 meczu z reprezentacji Chile, którego stawką była Copa O'Higgins 1955, którą Brazylia wygrała. Był to jego jedyny mecz w reprezentacji.